# Баддели, Джон Фредерик

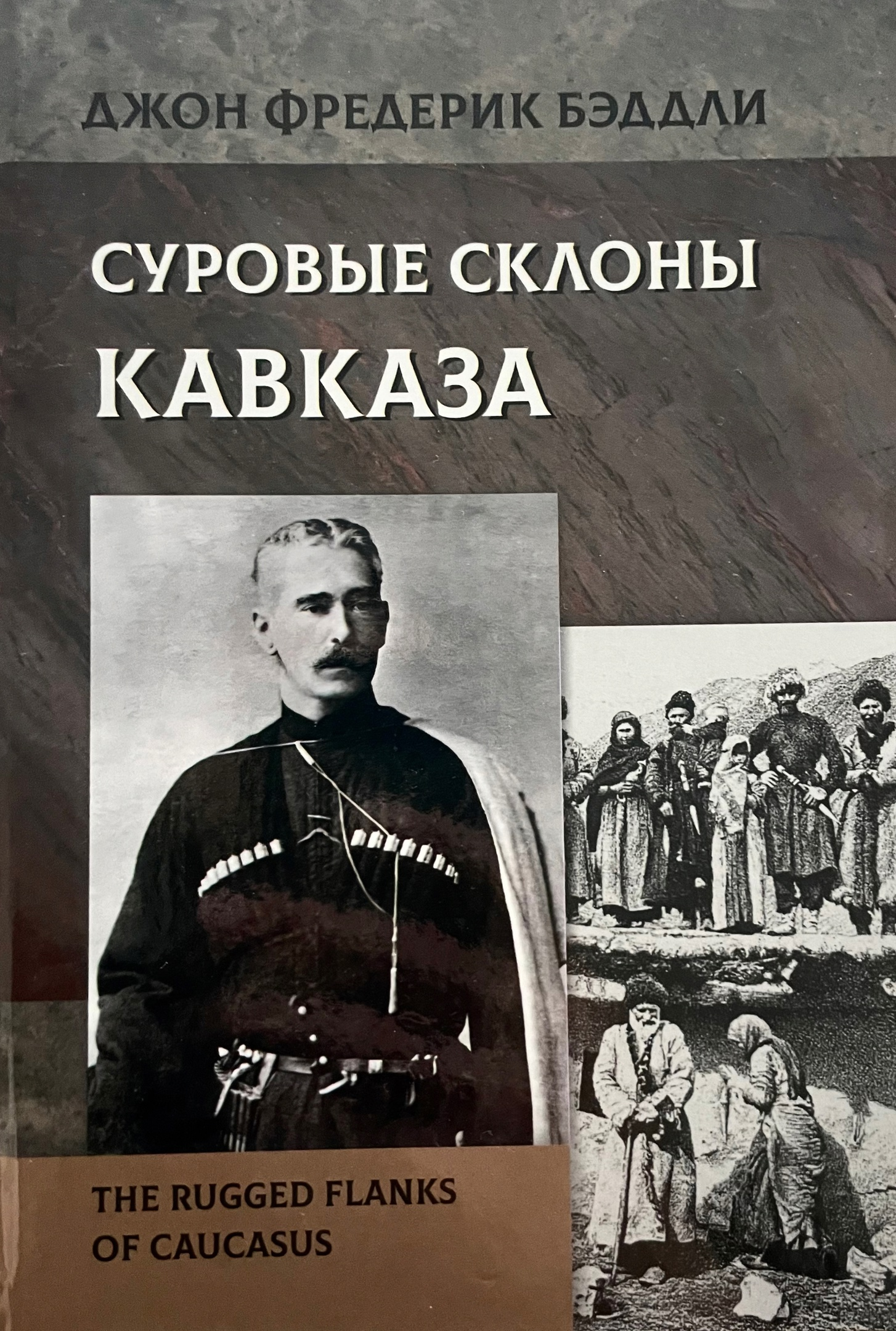

Джон Фредери́к Бадде́ли (англ. John Frederick Baddeley; июль 1854, Оксфорд, графство Оксфордшир, Великобритания — 16 февраля 1940, Оксфорд) — английский путешественник, кавказовед, учёный и журналист. Член Королевского географического общества с 1902 года.

## Биография
Джон Баддели родился в июле 1854 года в городе Оксфорде, графстве Оксфордшир в Великобритании. Образование получил в колледже Веллингтона в городе Крауторн, графство Беркшир. Был другом семьи посла России в Англии графа П. А. Шувалова. По приглашению последнего в 1879 году Баддели впервые приехал в Россию. Там он довольно хорошо освоил русский язык, и в течение десяти лет занимал значимый пост специального корреспондента газеты «London Evening Standard» в Санкт-Петербурге. Знание русского языка и доступ к источникам информации в высших российских кругах особенно успешно использовались в профессиональной деятельности Баддели. По отзыву секретаря Лондонской библиотеки Ч. Райта, Баддели как никто другой из англичан в России смог повысить репутацию газеты, при этом он зачастую был полезен для английского посольства в Санкт-Петербурге.
Во время поездки в 1888 году царя Александра III на Кавказ, туда же, для освещения данного визита, редакцией газеты «London Evening Standard» был отправлен и Баддели. Находясь на Кавказе, Баддели начал собирать материал для книги, которая была издана в 1908 году под названием «The Russian conquest of the Caucasus» («Русское завоевание Кавказа») и стала его первым историческим трудом. 
После возвращения с Кавказа, Баддели совершил путешествие по Сибири и Дальнему Востоку. Проводил фотосъёмки. Кроме истории, Баддели занимался антропологическими и археологическими исследованиями неизведанных областей, в частности на реке Амур и в Маньчжурии, а также изучал нравы и обычаи местных жителей. На основе исторических записей и документов по отношениям между Россией, Монголией и Китаем составлял исторические карты тех времён. Монументальным трудом в этом направлении явилось написание в 1919 году двухтомника «Russia, Mongolia, China …» , за который Джон Баддели был удостоен медали «Виктория» (Victoria Medal) Королевского географического общества за выдающиеся заслуги в исследованиях по географии.
После выхода на пенсию, Баддели некоторое время проживал в Лондоне, а затем переехал на родину в Оксфорд. В 1930-х годах писал отчёты о своих ранних этнографических наблюдениях во время своего путешествия по Кавказу. В дальнейшем эти отчёты вошли в двухтомник «The Rugged Flanks of the Caucasus», который был издан в 1940 году уже после смерти Баддели, умершего в том же году. Фотоальбом с работами Джона Баддели и его личные документы, записи и письма находятся в музее музее Питт-Риверса Оксфордского университета.